# Krišľovce, Stropkov
Krišľovce este o comună slovacă, aflată în districtul Stropkov din regiunea Prešov. Localitatea se află la altitudinea de 275 m deasupra n.m., se întinde pe o suprafață de 4,39 km2 și în 2017 număra 31 de locuitori.

## Istoric
Localitatea Krišľovce este atestată documentar din 1567.

## Demografie
| An:                | 1994 | 2004    | 2014    | 2024    |
| ------------------ | ---- | ------- | ------- | ------- |
| Număr de persoane: | 59   | 47      | 33      | 27      |
| Diferență:         |      | −20,33% | −29,78% | −18,18% |

| An:                | 2023 | 2024   |
| ------------------ | ---- | ------ |
| Număr de persoane: | 28   | 27     |
| Diferență:         |      | −3,57% |